# Century (Virginia Occidental)
Century es un lugar designado por el censo ubicado en el condado de Barbour en el estado estadounidense de Virginia Occidental. En el Censo de 2010 tenía una población de 115 habitantes y una densidad poblacional de 338,94 personas por km².

## Geografía
Century se encuentra ubicado en las coordenadas 39°6′1″N 80°11′17″O / 39.10028, -80.18806. Según la Oficina del Censo de los Estados Unidos, Century tiene una superficie total de 0.34 km², de la cual 0.34 km² corresponden a tierra firme y (0%) 0 km² es agua.

## Demografía
Según el censo de 2010, había 115 personas residiendo en Century. La densidad de población era de 338,94 hab./km². De los 115 habitantes, Century estaba compuesto por el 100% blancos, el 0% eran afroamericanos, el 0% eran amerindios, el 0% eran asiáticos, el 0% eran isleños del Pacífico, el 0% eran de otras razas y el 0% pertenecían a dos o más razas. Del total de la población el 0% eran hispanos o latinos de cualquier raza.